# Smart Hero Award
Mit dem Smart Hero Award zeichnen die Stiftung Digitale Chancen und Meta Platforms Organisationen und Projekte aus, die ihr ehrenamtliches und soziales Engagement erfolgreich in und mit Social Media umsetzen. Smart steht dabei für den klugen Einsatz von Social Media für Anerkennung, Respekt und Toleranz. Der Award wurde im Jahr 2014 ins Leben gerufen.

## Bewertung
Die Bewertung der Wettbewerbsbeiträge erfolgt im Rahmen eines mehrstufigen Verfahrens durch das Team der Stiftung Digitale Chancen sowie ein Expertengremium und eine Jury. Dabei wird ein standardisierter Kriterienkatalog zugrunde gelegt, der auf der Basis messbarer Faktoren sowie langjähriger Erfahrungen in der Beurteilung von sozialem Engagement und Mediennutzungsverhalten entwickelt wurde. Bewertet wird der kluge Einsatz von Social Media anhand von Kriterien für Qualität der geteilten Inhalte und Informationen, Sinnvoller Einsatz von Social Media, Interaktion mit der Zielgruppe, Reichweite, Originalität sowie Nachhaltigkeit der Initiativen und Projekte. Die Konformität der Aktivitäten mit geltendem Recht gilt als Voraussetzung für die Teilnahme und eine mögliche Prämierung.

## Ausgezeichnete Projekte und Kategorien
Der Smart Hero Award wird ein Mal im Jahr in verschiedenen Kategorien verliehen. Zudem gibt es einen Publikumspreis, über den per Online-Voting abgestimmt wird. Von 2017 bis 2021 stand der Wettbewerb unter einem jährlich wechselnden Schwerpunktthema.

### 2022
Der Smart Hero Award 2022 wird in den drei Kategorien „Demokratisch Gestalten“, „Sozial Handeln“ und „Ökologisch Wirtschaften“ vergeben. Außerdem ist ein „Spezialpreis für Innovation im digitalen Engagement“ und ein „Facebook-Gruppenpreis“ ausgeschrieben. Die Bewerbungsphase lief bis zum 16. Mai 2022. Der Award ist mit insgesamt 125.000 € dotiert.

### 2021
Schwerpunktthema des Wettbewerbs: „Perspektiven eröffnen“
Der Smart Hero Award wurde 2021 in drei Kategorien vergeben. Zusätzlich wurden ein „Gender Equality Preis“ und ein „Facebook-Gruppenpreis“ vergeben. Das Gesamtpreisgeld belief sich auf 125.000 Euro.
- Kategorie „Demokratisch Gestalten“
  - 1. Platz: Wir sind der Osten
  - 2. Platz: ZWEITZEUG*INNEN – Geschichte weitertragen
  - 3. Platz: erklär mir mal ...
- Kategorie „Sozial Handeln“
  - 1. Platz: Space-Eye e. V.
  - 2. Platz: Marmeladenoma
  - 3. Platz: Obdachlosenhilfe Mobile Bullysuppenküche e. V.
- Kategorie „Ökologisch Wirtschaften“
  - 1. Platz: Forst Erklärt
  - 2. Platz: Textilhafen
  - 3. Platz: KLIMA° vor acht e. V.
- Publikumspreis: Marmeladenoma
- Gender Equality Preis: Mädchen sicher inklusiv, Pinkstinks Germany e. V. – Schule gegen Sexismus
- Facebook-Gruppenpreis: African Mums in Deutschland, Leben mit COVID-19 – Long Covid Selbsthilfegruppe, Papas mit behinderten Kindern

### 2020
Schwerpunktthema des Wettbewerbs: „Nachhaltig.Engagiert“
Der Smart Hero Award wurde 2020 in drei Kategorien vergeben. Zusätzlich wurden ein „Preis für Corona-Engagement“ und erstmals ein „Facebook-Gruppenpreis“ vergeben. Das Gesamtpreisgeld wurde in diesem Jahr auf 140.000 Euro erhöht.
- Kategorie „Demokratisch Gestalten“
  - 1. Platz: Kanackische Welle und Schule ohne Rassismus – Schule mit Courage
  - 2. Platz: Anders Amen
  - 3. Platz: Auf Klo
- Kategorie „Sozial Handeln“
  - 1. Platz: Cancer Unites – Krebs verbindet
  - 2. Platz: Wir packen's an e. V.
  - 3. Platz: Team Bananenflanke – Bananenflankenliga e. V.
- Kategorie „Ökologisch Wirtschaften“
  - 1. Platz: A tip: tap e. V.
  - 2. Platz: SirPlus
  - 3. Platz: Ozon
- Publikumspreis: Auf Klo
- Preis für Corona-Engagement: Culture Cast, Corona School, Eine Welt Netzwerk Thüringen, Straßenkinder e. V. – Digital-Coaching
- Facebook-Gruppenpreis: Abenteuer Familie – Leben mit Kindern, NetzwerkStatt Krebs – Virtuelle Selbsthilfegruppe, Transgender Germany – TGG

### 2019
Schwerpunktthema des Wettbewerbs: „Eine demokratische Gesellschaft“
2019 wurde der Smart Hero Award in drei Kategorien vergeben. Darüber hinaus wurde wieder ein Publikumspreis vergeben sowie 2019 zum ersten Mal ein mit 10.000 Euro dotierter Jurypreis „für den besonderen Einsatz für demokratische Werte“. Zusätzlich wurde ein Spezialpreis der Jury vergeben, der mit 7.500 Euro dotiert war und drei Projekte auszeichnete, die sich für die Integration von Menschen mit Down-Syndrom einsetzen.
- In der Kategorie „Vielfalt und Chancengleichheit“ wurden Projekte und Initiativen ausgezeichnet, die sich für gleiche Chancen aller Menschen und eine pluralistische Gesellschaft einsetzen.
  - 1. Platz: Handbook Germany[9]
  - 2. Platz: Flüchtling-Magazin[10], Migrant Mama[11], News-WG[12]
- In der Kategorie „Umwelt und Gesundheit“ wurden Projekte und (Selbsthilfe)-Initiativen ausgezeichnet, die sich für erkrankte und behinderte Menschen starkmachen oder für Nachhaltigkeit und Umweltschutz engagieren.
  - 1. Platz: Cleanup Network e. V.[13]
  - 2. Platz: Goldeimer gGmbH[14]
  - 3. Platz: Stiftung Valentina[15]
- In der Kategorie „Gemeinschaft und Zusammenhalt“ wurden Projekte und Initiativen ausgezeichnet, die das gesellschaftliche Zusammenleben gestalten und das Miteinander fördern.
  - 1. Platz: Start with a friend e. V.[16]
  - 2. Platz: StrassenBLUES e. V.[17]
  - 3. Platz: Hanseatic Help[18]
- Publikumspreis: News-WG[19]
- Demokratiepreis der Jury: Sea-Watch e. V.
- Spezialpreis der Jury: Ohrenkuss / Touchdown 21, Down Syndrom ist cool!, #notjustdown

### 2018
Schwerpunktthema des Wettbewerbs: „Gemeinschaft stärken“
- Kategorie „Faires Miteinander“
  - 1. Platz: @maedelsabende[20]
  - 2. Platz: CHAMPIONS ohne GRENZEN e.V[21]
  - 3. Platz: Pinkstinks Germany – Not Heidis Girl[22]

- Kategorie „Gemeinsam stark mit …“
  - 1. Platz: Gemeinsam pilgern – gemeinsam gegen Krebs[23]
  - 2. Platz: Freunde fürs Leben e. V.
  - 3. Platz: Der Wünschewagen – Letzte Wünsche wagen[24]

- Kategorie „Einsatz für eine lebendige Demokratie“
  - 1. Platz: ichbinhier e. V.[25]
  - 2. Platz: # HassHilft – Die unfreiwillige Online-Spendenaktion[26]
  - 3. Platz: Deutschland3000[27]

- Kategorie „Zusammen Chancen schaffen“
  - 1. Platz: Sea-Eye e. V. – Mission Menschlichkeit[28]
  - 2. Platz: @schafzwitschern & #SchäfereiRetten[29]
  - 3. Platz: GemüseAckerdemie
- Publikumspreis: Der Wünschewagen – Letzte Wünsche wagen

### 2017
Schwerpunktthema des Wettbewerbs: „Gesellschaftlicher Zusammenhalt“
- Kategorie „Für eine offene und pluralistische Gesellschaft – Gegen Ausgrenzung“: Datteltäter[30]
- Kategorie „Stark sein, trotz …“: Wohn:Sinn[31]
- Kategorie „Einsatz für die Rechte von …“: One Warm Winter – #BringSocialBackToMedia[32]
- Kategorie „Generationsübergreifendes Miteinander“: KULTURISTEN HOCH2[33]
- Publikumspreis: Dein Sternenkind[34]

### 2016
- Kategorie „Flüchtlingshilfe“: Flüchtlinge Willkommen[35]
- Kategorie „Couragiertes politisches Engagement“: Gesicht zeigen! Für ein weltoffenes Deutschland e. V.[36]
- Kategorie „Leben mit Krankheit“ das Projekt: Nana – Recover your smile e. V.[37]
- Kategorie „Akzeptanz in der Gesellschaft“: queerblick tv[38]
- Publikumspreis: Hooligans Gegen Satzbau

### 2015
- Kategorie „Bürgerschaftliche und politische Beteiligung“: Cucula – Refugees Company for Crafts and Design[39]
- Kategorie „Soziales Miteinander und ehrenamtliches Engagement“: Foodsharing.de
- Kategorie „Jugendpreis, Engagement durch Jugendliche (unter 21 Jahre)“: Jugend gegen Aids e. V. (JGA)[40]
- Kategorie „Seniorenpreis, Engagement durch Seniorinnen und Senioren (ab 60 Jahre)“: Wir versilbern das Netz
- Publikumspreis: Bündnis Dresden Nazifrei[41]

### 2014
- Kategorie „Bürgerschaftliche Beteiligung“: Hellersdorf hilft Asylbewerbern[42]
- Kategorie „Soziales Miteinander“:  mutterseelenalleinerziehend[43]
- Kategorie „Ehrenamtliches Engagement“: Wheelmap.org[44]
- Publikumspreis: Teilzeitblogger[45]

## Schirmherrschaft
- 2021: Juristin und Frau des Bundespräsidenten Frank-Walter Steinmeier Elke Büdenbender[46]
- 2020: Staatsministerin für Integration Annette Widmann-Mauz[47]
- 2018 und 2019: Staatsministerin für Digitalisierung Dorothee Bär[48]
- 2017: Bundesministerin für Wirtschaft und Energie Brigitte Zypries[49]
- 2015 und 2016: Bundesministerin für Familie, Senioren, Frauen und Jugend Manuela Schwesig.[50]
- 2014: Keine Schirmherrschaft. Die Preise wurden überreicht von Ralf Kleindiek, Staatssekretär im Familienministerium und Carsten Brosda, Bevollmächtigter des Senats der Freien und Hansestadt Hamburg für Medien.

## Dotierung
- Seit 2020 entfallen je 15.000 Euro auf den ersten Platz, 10.000 Euro auf den zweiten Platz und 5.000 Euro auf den dritten Platz. Der Publikumspreis ist mit 10.000 Euro und der Facebook-Gruppenpreis mit je 5.000 Euro pro Preisträger dotiert.[51]
- 2018 wurde das Preisgeld anlässlich des fünfjährigen Jubiläums des Smart Hero Awards auf 17.500 Euro pro Kategorie erhöht. Davon entfielen 10.000 Euro auf den ersten Platz, 5.000 Euro auf den zweiten und 2.500 Euro auf den dritten Platz. Darüber hinaus wurde ein mit 5.000 Euro dotierter Publikumspreis vergeben.
- Vor 2018 war der Award mit einem Preisgeld mit einem Preisgeld in Höhe von 2.500 Euro dotiert.